# Elmer Bennett
Elmer James Bennett (* 13. Februar 1970 in Evanston (Illinois)) ist ein ehemaliger US-amerikanischer Basketballspieler.

## Laufbahn
Bennett spielte von 1988 bis 1992 in seinem Heimatland an der University of Notre Dame. Der 1,83 Meter messende Aufbauspieler erreichte im Laufe dieser Zeit 12 Punkte je Begegnung und bereitete pro Partie 4,2 Korberfolge seiner Nebenmänner vor. In der zweiten Runde (38. Stelle) des NBA-Draftverfahrens im Jahr 1992 gingen die Rechte an Bennett an die Atlanta Hawks. Doch noch vor dem Auftakt der NBA-Saison 1992/93 wurde Bennett aus dem Kader gestrichen. Er sammelte zunächst Profierfahrung in der US-Liga CBA. Bis 1997 kam Bennett dort bei unterschiedlichen Mannschaften auf 154 Einsätze. 1997 gewann er mit Oklahoma City Cavalry die CBA-Meisterschaft.
Zwischenzeitlich erhielt er mehrfach Kurzzeitverträge von NBA-Mannschaften: Anfang Oktober 1994 statteten ihn die Portland Trailblazers mit einem Arbeitspapier aus, Ende des Monats kam es zur Trennung. Ende Januar 1995 unterschrieb er einen Zehntagesvertrag bei den Cleveland Cavaliers, von Anfang Oktober 1995 bis zum 20. November 1995 stand er in Diensten der Philadelphia 76ers, im Oktober 1996 war er vertraglich an die San Antonio Spurs gebunden. Zwischen Ende November 1996 bis zum 21. Dezember 1996 war er Spieler der Houston Rockets, im Januar 1997 stand er bei den Denver Nuggets unter Vertrag. Bennett bestritt insgesamt 21 NBA-Spiele für Cleveland, Philadelphia, Houston und Denver und erzielte dabei im Mittel 2,3 Punkte je Begegnung.
Seine ersten Erfahrungen in Europa sammelte Bennett im Frühjahr 1995, als er in sieben Spielen für Scavolini Pesaro (Italien) auflief (18,4 Punkte/Spiel). In der Saison 1995/96 stand er zeitweilig bei Jet Lyon in der französischen Ligue Nationale de Basket unter Vertrag (13 Spiele: 19,5 Punkte/Spiel). Im Herbst 1997 stieß er zum spanischen Erstligisten Tau Céramica. Dort blieb der Spielmacher bis 2003. 2002 gewann er mit der Mannschaft die spanische Meisterschaft. Bennett hatte großen Anteil an dem Erfolg, erzielte im Schnitt 12,4 Punkte und verteilte 5,8 Vorlagen, die zu Korberfolgen führten. 1999 und 2002 errang er mit Tau Céramica zudem den Sieg im spanischen Pokalbewerb. 2001 stand Bennett mit der Mannschaft in der Euroleague-Endspielserie und verlor gegen Virtus Bologna. Bennett zählte bei Tau Céramica unter anderem Luis Scola, Laurent Foirest und Fabricio Oberto zu seinen Mannschaftskameraden.
Von 2003 bis 2005 stand er bei Real Madrid unter Vertrag. Er holte mit Real in der Saison 2004/05 den spanischen Meistertitel, in der Saison 2003/04 erreichte man das Endspiel des ULEB-Cups, unterlag dort jedoch. In Folge seines Weggangs aus Madrid spielte Bennett von 2005 bis 2007 bei Joventut da Badalona und gewann mit der Mannschaft unter Trainer Aíto García Reneses im Frühjahr 2006 den europäischen Vereinswettbewerb EuroCup. Er schloss seine Spielerlaufbahn bei CDB Sevilla ab, im Oktober 2008 trat er vom Leistungssport zurück.